# Изоензим
Изоензими (или изозими) су ензими који имају различите секвенце аминокиселина али каталишу исту хемијску реакцију. Ови ензими обично имају различите кинетичке параметре (на пример различите  вредности), или различита регулаторна својства.
Постојање изозима омогућава фино подешавање метаболизма како би био прилагођен потребама датог ткива или развојног доба (на пример лактат дехидрогеназа (ЛДХ)).
У биохемији, изозими (или изоензими) су изоформе (блиско повезане варијанте) ензима. У многим случајевима, кодирају их хомологи гени који су временом дивергирали. Иако стриктно говорећи, алозими представљају ензиме са различитих алела истог гена, изозими представљају ензиме са различитих гена који процесирају или катализују исту реакцију, ова два израза се обично користе као синоними.